# San Lorenzo, La Perla
San Lorenzo är en ort i Mexiko.   Den ligger i kommunen La Perla och delstaten Veracruz, i den sydöstra delen av landet, 220 km öster om huvudstaden Mexico City. San Lorenzo ligger 1 546 meter över havet och antalet invånare är 389.
Terrängen runt San Lorenzo är kuperad österut, men västerut är den bergig. Runt San Lorenzo är det mycket tätbefolkat, med 1 361 invånare per kvadratkilometer. Närmaste större samhälle är Orizaba, 9,7 km söder om San Lorenzo. Trakten runt San Lorenzo består till största delen av jordbruksmark.